# Kołaczków (Słowacja)
Kołaczków (sł. Kolačkov, węg. Kalács, niem. Klautsch) – wieś (obec) na Słowacji w kraju preszowskim, powiecie Lubowla. Znajduje się na południe od miasta Lubowla. Zabudowania wsi tworzą zwartą zabudowę w dolinie na obydwu brzegach Kołaczkowskiego Potoku (Kolačkovský potok), teren miejscowości  znajduje się w obrębie dwóch regionów geograficznych: Šariš (podregion: Jakubianska brázda) i Góry Lewockie (zbocza szczytów Hŕbok (685 m), Borsučinky (985 m), Sihla (1019 m), Predné hory (1062 m), Mackova (985 m), Kotník (883 m), Patria (867 m).
Pierwsza wzmianka pisemna o miejscowości pochodzi z roku 1361.
We wsi jest używana gwara przejściowa słowacko-spiska. Gwara spiska jest zaliczana przez polskich językoznawców jako gwara dialektu małopolskiego języka polskiego, przez słowackich zaś jako gwara przejściowa polsko-słowacka.

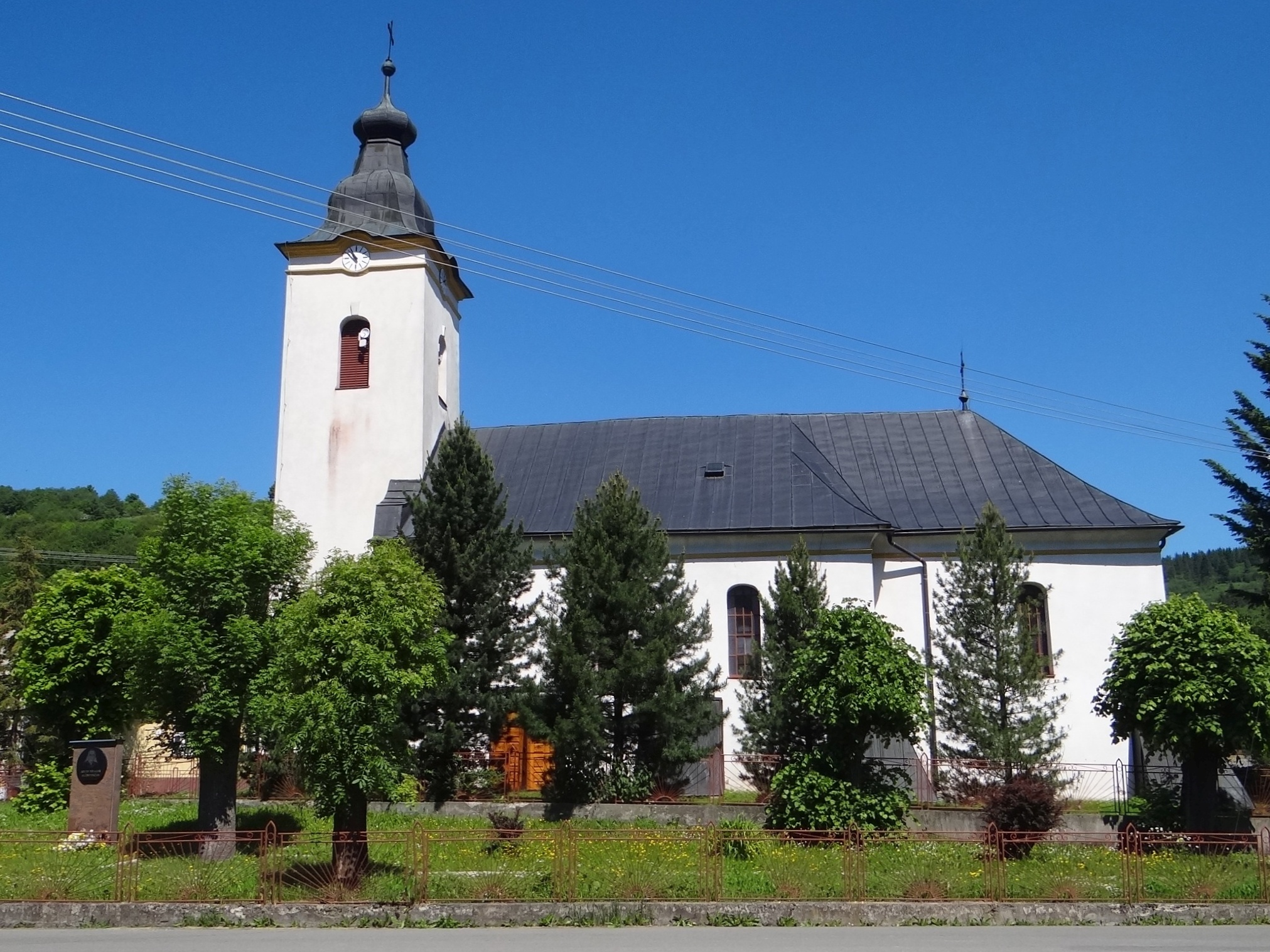
Kościół
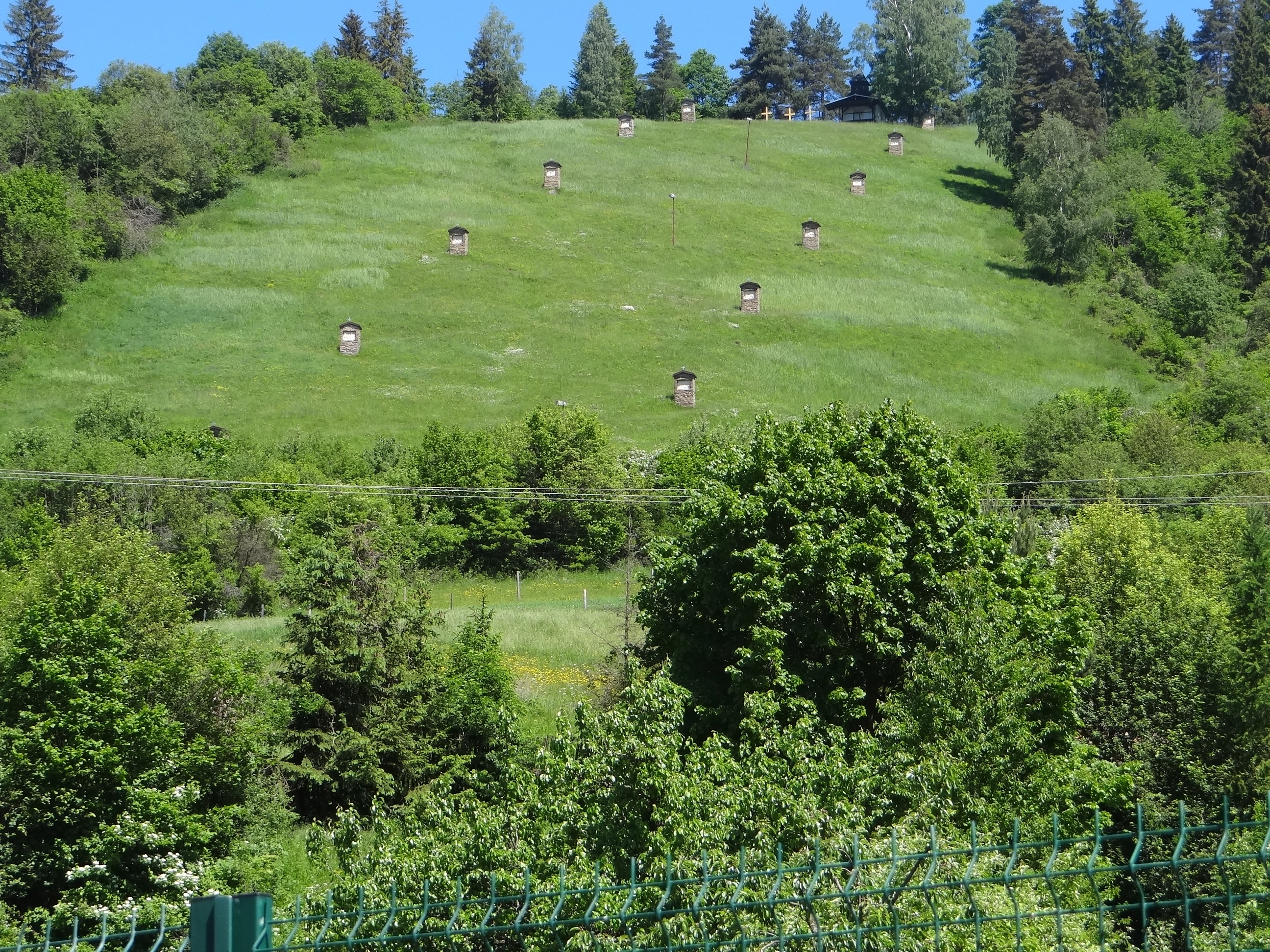
Droga krzyżowa
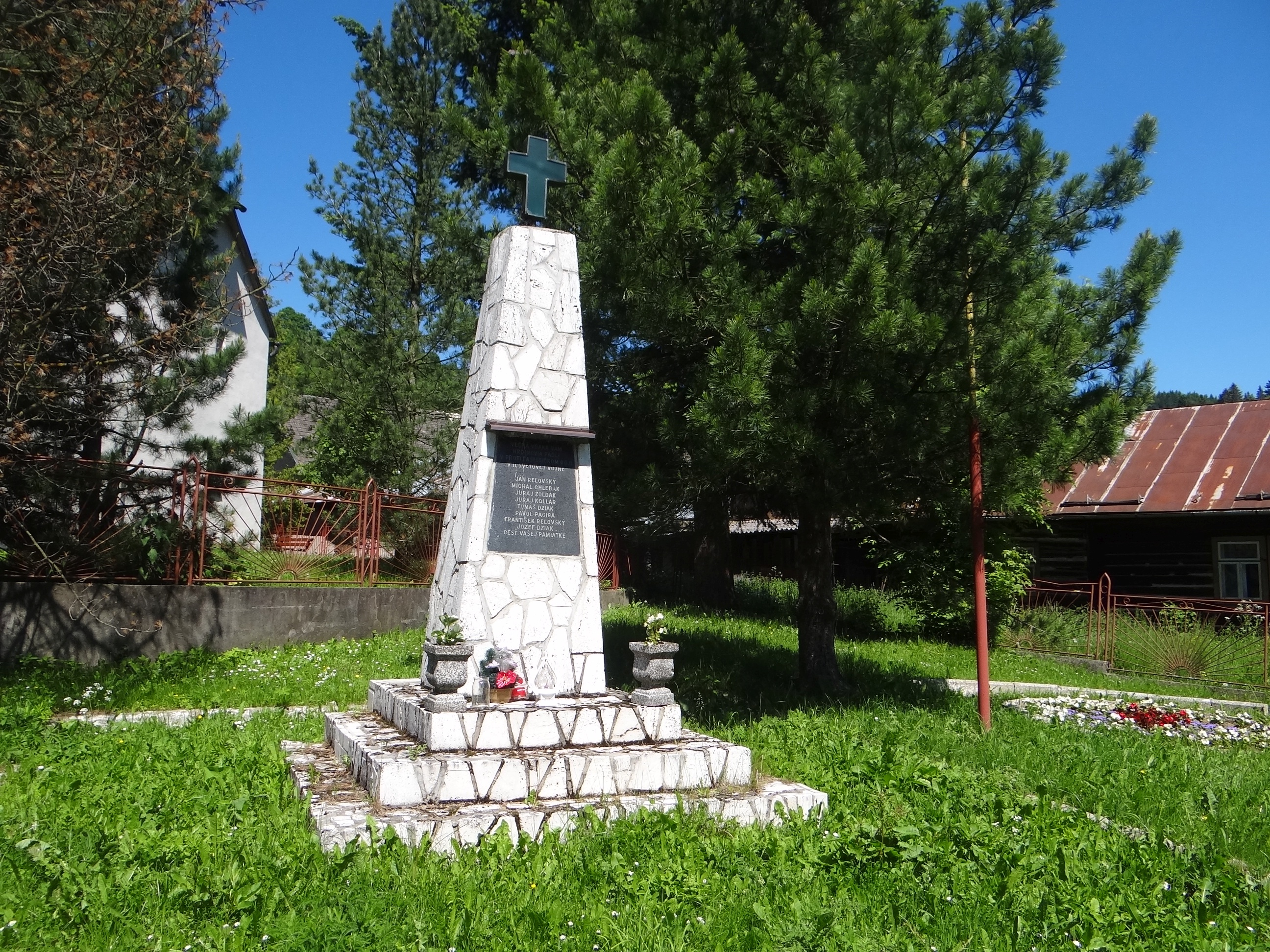
Pomnik